# 東大阪市立長瀬西小学校
東大阪市立長瀬西小学校（ひがしおおさかしりつ ながせにししょうがっこう）は、大阪府東大阪市衣摺にある公立小学校。

## 沿革
- 1968年（昭和43年）4月1日 - 東大阪市立長瀬北小学校から分離し開校。

## 通学区域
- 柏田本町、衣摺2～3丁目、衣摺4丁目1～3番、12～30番、衣摺5丁目[1]

## 進路状況
ほとんどの児童は東大阪市立柏田中学校へ進学するが、国私立中学校へ進学する児童もいる。